# Saison 14 de Famille d'accueil
Chronologie
Saison 13
Cet article présente les épisodes de la quatorzième et dernière saison de la série télévisée française Famille d'accueil (2001-2016).

## Distribution

### Acteurs principaux
- Virginie Lemoine : Marion Ferrière
- Christian Charmetant : Daniel Ferrière
- Lucie Barret : Charlotte Ferrière
- Samantha Rénier : Juliette Ferrière
- Doriane Louisy Louis-Joseph : Louise Ferrière
- Antoine Ferey : Tim Ferrière
- Jean-Claude de Goros : Georges, père de Marion
- Sixtine Dutheil : Joséphine, demi-sœur de Marion

## Épisodes

### Épisode 1:L’Enfant de la rue
- France : 19 avril 2016 sur France 3

- Delphine Chanéac : Pauline
- Yvon Back : Manu

Ludovic, âgé de 8 ans, est placé chez les Ferrière par ses parents, sans domicile fixe depuis six mois. Marion découvre qu'ils sont dans une situation dramatique. 

### Épisode 2:Sous emprise
- France : 19 avril 2016 sur France 3

- Antoine Fonck : Loïc
- Josef Mlekuz : Stan
- Yseult Georgen : Lilas
- Yvon Back : Manu

### Épisode 3:Une visite inattendue
- France : 26 avril 2016 sur France 3

- William Robquin : Gabin
- Stéphane Blancafort : Thomas
- Caroline Ducey : Laurène
- Mathieu Delarive : Richard Lesparre
- Aïssatou Diop : Alex, meilleure amie de Richard

### Épisode 4:Nouveau Départ
- France : 26 avril 2016 sur France 3

- Mathieu Delarive : Richard Lesparre
- Aïssatou Diop : Alex, meilleure amie de Richard
- Alexandre Carrière : M. Monchin

Alors que les préparatifs du mariage de Charlotte avancent, Marion apprend une mauvaise nouvelle. Monsieur Monchin, un inspecteur du Conseil général a décidé de lui faire passer une évaluation, à l'issue de laquelle Marion risque de ne plus pouvoir exercer son métier d'assistance familiale. L'inspecteur remet en cause ses méthodes peu orthodoxes et pointe les nombreux manquements au règlement dont elle a fait preuve depuis toutes ces années. Et même si Marion a toujours agi dans l'intérêt des enfants qui lui étaient confiés, monsieur Monchin semble inflexible. Marion est menacée de se voir retirer son agrément.